# Stazione di Suzurannosato
La stazione di Suzurannosato (すずらんの里駅?, Suzurannosato-eki) è una stazione ferroviaria della cittadina di Fujimi, nella prefettura di Nagano, e serve la linea linea principale Chūō della JR East. La stazione si trova a 949,6 metri sul livello del mare.

## Linee
East Japan Railway Company
■ Linea principale Chūō

## Struttura
La stazione è dotata di due marciapiedi laterali con due binari passanti su terrapieno. Ciascuno dei due marciapiedi è indipendente, e per passare al lato opposto dei binari occorre servirsi di un sottopassaggio stradale nelle vicinanze.
| Bin. ovest | ■ Linea principale Chūō | per Kami-Suwa, Shiojiri e Matsumoto |
| Bin. est   | ■ Linea principale Chūō | per Kōfu, Shinjuku e Tokyo          |

## Stazioni adiacenti
| «                     | Servizio              | »                     |
| Linea principale Chūō | Linea principale Chūō | Linea principale Chūō |
| --------------------- | --------------------- | --------------------- |
| Fujimi                | -                     | Aoyagi                |